# ريتشارد كونلون
ريتشارد كونلون (بالإنجليزية: Richard Conlon)‏ هو كاتب مسرحي بريطاني، ولد في 1965 في هيميل هيمبستيد ‏ في المملكة المتحدة.